# Plestia calypso
Plestia calypso är en insektsart som beskrevs av Ronald Gordon Fennah 1950. Plestia calypso ingår i släktet Plestia och familjen Ricaniidae. Inga underarter finns listade i Catalogue of Life.